# Zweiter karthagisch-römischer Vertrag
Der im Jahr 348 v. Chr. geschlossene zweite karthagisch-römische Vertrag stellte eine Erneuerung des ersten Freundschaftsvertrages aus dem Jahr 508 v. Chr. dar, welcher aus römischer Sicht der Expansion in Mittelitalien geschuldet war. Hier zeigte die Römische Republik ihren alleinigen Anspruch auf die von ihr unterworfenen Gebiete und die Respektierung ihrer Einflussbereiche in Latium gegenüber Karthago an. Im Gegenzug wurden die Gebietsansprüche und Einflusssphären Karthagos in Afrika und Spanien anerkannt.

## Hauptmerkmale des Vertrages
1. Die Karthager haben die absolute Souveränität über Libyen und Sardinien.
2. Den Römern wird jedes, außer das durch höhere Gewalt bedingte Betreten dieser Länder verwehrt.
3. In Sizilien, soweit es karthagisches Hoheitsgebiet betrifft, und in Karthago ist den Römern der Handel gestattet. Das Gleiche ist den Karthagern in Rom erlaubt.
4. Die Römer haben die absolute Souveränität über die von ihnen kontrollierten Städte in Latium.
5. Die Römer haben Anspruch auf die von Karthago in Latium eroberten Städte, welche von Rom nicht kontrolliert worden sind.

Durch Polybios wurde der Vertrag so zitiert:
Unter folgenden Bedingungen soll Freundschaft bestehen zwischen den Römern und den
Bundesgenossen der Römer und dem Volk der Karthager, Tyrier und Uticaeer und deren
Bundesgenossen.
1. Die Römer sollen jenseits des Schönen Vorgebirges und von Mastia Tarseios weder Kaperei noch Handel treiben noch eine Stadt gründen.
2. Wenn die Karthager aber in Latium eine Stadt einnehmen, die den Römern nicht untertan ist, sollen sie Hab und Gut und die Menschen behalten, die Stadt dagegen den Römern übergeben.
3. Wenn die Karthager Gefangene machen aus einem Volk, mit dem die Römer laut schriftlichem Vertrag in Frieden stehen, das ihnen aber nicht untertan ist, so sollen sie diese nicht in die römischen Häfen bringen.
4. Wenn aber einer dorthin gebracht wird und ein Römer legt Hand an ihn, so soll er frei sein. Ebenso sollen aber auch die Römer nichts dergleichen tun.
5. Wenn aus einem Lande, das unter karthagischer Herrschaft steht, ein Römer Wasser oder Wegzehrung nimmt, so soll er nicht mit Hilfe der Wegzehrung jemandem Unrecht tun, mit dem die Karthager Frieden und Freundschaft haben. Ebenso soll aber auch der Karthager das nicht tun.
6. Wenn jedoch dergleichen vorkommt, soll sich der Betreffende nicht auf eigene Hand Genugtuung verschaffen. Wenn dies jemand tut, soll es als Vergehen gegen den Staat gelten.
7. In Sardinien und Libyen soll kein Römer Handel treiben oder eine Stadt gründen noch landen, außer so lange, bis er sich verproviantiert und sein Fahrzeug ausgebessert hat. Wenn ihn ein Sturm dorthin getrieben hat, soll er innerhalb von fünf Tagen wieder auslaufen.
8. In Sizilien, soweit es karthagisches Hoheitsgebiet ist, und in Karthago soll er alles tun und verkaufen dürfen, was auch einem karthagischen Bürger gestattet ist. Ebenso soll auch der Karthager in Rom tun dürfen.

Die Situation hatte sich grundlegend geändert. Rom forcierte den Kampf um die Vorherrschaft in Mittelitalien und sicherte sich durch den Vertrag die Immunität der italischen Küstenstädte vor karthagischen Territorialansprüchen. Karthago unterstrich seinerseits den absoluten Anspruch auf Nordafrika, einen Teil Siziliens und Sardinien. Hinzu kam ein Fahrverbot für die Südküste Iberiens. Der Handel wurde aus römischer Sicht auf Westsizilien und Karthago eingeschränkt.